# واژه‌های یونانی درباره عشق
در زبان یونانی، واژه‌های گوناگونی برای بیان عشق به کار رفته‌است؛ ولی در این زبان، مانند بسیاری زبان‌های دیگر، شناخت تفاوت این واژه‌ها کار بسیار دشواری است. به‌هرروی، هرکدام از واژه‌ها گاهی تنها در یک زمینه یا حالت ویژه کاربرد دارد. واژه‌های بیانگر عشق در زبان یونانی عبارت‌اند از: آگاپه، اِروس، فیلیا، استورگه و خنیا. در زیر به بیان کوتاهی دربارهٔ آن‌ها می‌پردازیم:
- - آگاپه یا آقاپه: این واژه در زبان امروزی یونان به کار برده می‌شود. برای نمونه، در زبان یونانی، برای گفتن «دوستت دارم» می‌گویند «سه آقاپو». آقاپو یعنی دوستت دارم. می‌توان آن را عشق به روح و جان نامید.
  - اِروس: مِهر بسیار زیاد را اروس می‌گویند. این یک واژهٔ کهن یونانی است که با خواهش و گرایش بسیار همراه است. «اِروتا» در این زبان معنای عاشق می‌دهد، و در پی دیدن زیبایی‌های بی‌اندازه در یک فرد دیگر رخ می‌دهد. بااین‌همه، اروس این توان را دارد که مردم را (به گفتهٔ فیلسوفان) به دریافت حقایق معنوی (spiritual truth) برساند. می‌توان اروس را عشق به بدن و ماده دانست.
  - فیلیا: دوست‌داری. این واژه را در بهترین گونه می‌توان دوست‌داری یا طرفداری خواند، که کشش یا گرایشی است که در درون فرد به یک پدیدهٔ دیگر احساس می‌شود؛ این پدیدهٔ دیگر می‌تواند خود یا خانواده یا تودهٔ مردم یا کار و دانش و هنر ویژه‌ای باشد. واژهٔ فلسفه (philosophia) ریشهٔ یونانی دارد و از دو بخش فیلو + سوفیا (دانایی) ساخته شده که معنی دوست‌داریِ دانایی می‌دهد. واژهٔ فیلیا را ارسطو گسترش داد. می‌توان آن را عشق ذهنی و اندیشه‌ای دانست.
  - استورگه: این واژه عشقی بنیادی است و در بن هستیِ بشر وجود دارد؛ مانند عشقی که مادر به فرزندش دارد، یا عشق به خانواده.
  -  خُنیا: گونه‌ای دیگر از عشق است که در فرهنگ یونان باستان جایگاه ویژه‌ای داشته و با نوعی گرامی‌داشت همراه است. بهترین نمونه از بیان خنیا را می‌توان در داستان‌های ایلیاد و ادیسه اثر هومر مشاهده کرد.